# Parachutes
A Parachutes (kiejtése /ˈpær.ə.ʃuːts/) a Coldplay nevű angol alternatív rockegyüttes debütáló albuma. Nagy-Britanniában a Parlophone kiadásában jelent meg 2000. július 10-én. A lemez producere a brit Ken Nelson volt egy szám kivételével, amelynek Chris Allison volt a producere. A Parachutes-on három toplistás dal kapott helyet: a Shiver, a Yellow, és a Trouble.
Az album kereskedelmi siker volt, és a kritikusok is elismeréssel szóltak róla. Megjelenése után nem sokkal elérte a brit toplisták első helyét, és azóta hétszeres platinalemez lett. Az Egyesült Államokban 51. helyezést ért el a Billboard 200-on, és azóta kétszeres platinalemez lett. 2002-ben elnyerte a Grammy-díjat a Legjobb Alternatív Zenei Album kategóriában, és számos elismerést kapott megjelenése óta. A Parachutes a 12. helyezést érte el a XXI. század 20 legjobban eladott albumainak listáján az Egyesült Királyságban.
Az album 2001-ben elnyerte a Legjobb Brit Album díjat a Brit Awards-on.
Szerepel az 1001 lemez, amit hallanod kell, mielőtt meghalsz című könyvben.

## Háttér
A brit Ken Nelson volt a producere az albumnak, egy számot kivéve. A menedzsere, Pete mutatta be a Coldplay-nek, miután adott a producernek egy példányt az együttes első kislemezéből, a Brothers and Sisters-ből, melyet a Fierce Panda Records adott ki. Nelson azt mondta, hogy amint meghallotta az énekes, Chris Martin hangját a "Bigger Stronger" című dalban, "rájött, hogy különleges". Akkor ajánlották fel neki a produceri állást, amikor a Coldplay Liverpoolban lépett fel a Gomez nevű angol indie rockegyüttessel, akiknek debütáló albumának, a Bring It On-nak Nelson volt a producere.
A Coldplay 1999-ben kezdett el az albumon dolgozni. Készítettek egy EP-t The Blue Room címmel, melynek Chris Allison volt a producere, de nem voltak megelégedve az eredménnyel. Több beleszólást szerettek volna a készületekbe. Nelson-nak az volt a filozófiája, hogy "inkább segíteni kell az [együtteseket] a saját ötleteik megvalósításában, mint hogy a [producer] az ő ötleteit erőltesse rájuk". Emiatt a hozzáállás miatt váltották le rá Allison-t. Ennek megfelelően Nelson azt mondta, hogy az album koprodukció volt közte és a Coldplay között.

## Felvétel és stúdiómunkálatok
A Coldplay eredetileg két hét alatt szerette volna elkészíteni az albumot. A turné és az egyéb fellépések miatt azonban a felvétel 1999 szeptemberétől 2000 májusáig tartott. Az együttes a walesi Rockfield Studios-ban, a Matrix Studios-ban, és a Wessex Sound Studios-ban kezdte el a stúdiómunkálatokat, bár a lemezen található számok többségét Liverpool-ban, a Parr Street Studios-ban vették fel. Az együttes három szobában dolgozott a Parr Street-en, és ezek közül az egyikben vették fel az album nagy részét. Ezt a szobát a producer, Ken Nelson "alapvetőleg demószobaként" jellemezte. Az albumon szereplő "High Speed" című számnak még Chris Allison volt a producere, így ez egy régebbi szám, amelyet a londoni Orinico Studios-ban készítettek el. A Parachutes keverését az amerikai Michael Brauer végezte New Yorkban. A Coldplay lemezkiadója, a Parlophone eredetileg külön mixert kerestek a kislemezek keveréséhez, de végül Brauer-t választották az album összes dalához.
A Liverpool-i koncerten, ahol a produceri állást ajánlották neki, Ken Nelson megjegyezte, hogy a Coldplay produkciója "nagyon ideges volt [...] végigrohantak a színpadon, és ezért nagyon nehéz volt követni". A stúdióban Nelson és az együttes végigmentek minden egyes dalon, megtanulták, hogyan kell koncerteken eljátszani azokat, és megkeresték a helyes tempót, hogy "megnyugodjanak".
Az album borítóján egy földgömb szerepel. A fényképet a Coldplay személyesen készítette egy eldobható Kodak fényképezőgéppel. A földgömböt W H Smith megvásárolta tíz fontért; szerepelt a "Shiver" és a "Don't Panic" videóklipjében, és a turnéra is elvitte magával az együttes. Az album ajánlása Will Champion édesanyjának, Dr Sara Champion-nek szól, aki 2000-ben rákban elhunyt.

## Stílus
Will Champion elmondta, hogy Nelson stílusa felszabadító volt: az együttes nyugodtnak érezhette magát a Parachutes felvétele alatt. Az album "szomorú és rejtélyes dallamokkal van tele". Az album által kiváltott hangulatok kapcsán Champion összehasonlította a dalszövegeket az amerikai énekes-szövegíró, Lou Reed 1972-es dalával, a Perfect Day-jel. Azt mondta, hogy a "a szöveg gyönyörű és nagyon boldog, viszont a zene nagyon szomorú. Ilyenkor a zenével és a szöveggel lehet kiváltani [eltérő] hangulatokat."
A lemezt az alternatív rock műfajba sorolják, és az angol Radiohead együttes The Bends–OK Computer érájában írt dalaihoz hasonlítják az album hangzásvilágát. Továbbá sokan úgy tartják, hogy a Parachutes kereskedelmi sikere annak is köszönhető, hogy a Radiohead hallgatóközönsége elpártolt tőlük a kísérletező jellegű, elektronikus zene által ihletett Kid A című albumuk miatt.

## Megjelenés és fogadtatás
A Parachutes 2000. július 10-én jelent meg az Egyesült Királyságban, a Parlophone gondozásában. Az Amerikai Egyesült Államokban a Nettwerk adta ki 2000. november 7-én. Az album első megjelenése óta számos formátumban látta meg a világot; a Parlophone és a Nettwerk is kiadta CD-n 2000-ben, valamint 2001-ben kazettán jelentette meg az Egyesült Államokban az akkoriban alapított Capitol Records. A rákövetkező évben a Parlophone LP albumként is megjelentette.
A lemez legtöbb országban elérhető verziója tíz számot tartalmaz; a tizedik dal, az "Everything's Not Lost" után egy rejtett dal, a "Life Is for Living" hallható. Az album Japán változatán mind a tíz dal megtalálható, és ráadásul két másik dal, a "Careful Where You Stand" és a "For You" is szerepel rajta. Az album harmadik száma, a "Spies" felhívta magára a figyelmet Kínában, ugyanis a kínai kormány antikommunista dalként értelmezte azt. Ez a szám Kínában való betiltását vonta maga után, amit a Coldplay gitárosa, Jonny Buckland "nagyon furcsának" tartott.
Az album számaiból négy kislemez jelent meg: a "Shiver", a "Yellow", a "Trouble", és a "Don't Panic". A "Shiver" volt az első kislemez az Egyesült Királyságban, az Egyesült Államokban azonban a "Yellow" volt az. A "Trouble" megjelenése után a Coldplay elvetette annak az ötletét, hogy kiadják a "Don't Panic"-et az album negyedik kislemezeként, mivel úgy gondolták, hogy elég egy albumhoz három kislemez. Ennek ellenére egyes Európai országokban megjelent. A "Spies" című szám underground remixe, amelyet az észak-londoni producer, Nikolai Levey készített, bár kereskedelmi forgalomba nem került, a zenei ipar vezetői számára megjelent 1999-ben a Parlophone "Flavour Of The Label" program részeként, amely lehetővé tette, hogy már meglévő zenékből új számokat hozzanak létre.
Megjelenése óta a Parachutes számos elismerést kapott. Az album elnyerte a "Legjobb Album" díjat a 2000-es Q Awards díjkiosztón, és jelölték a 2000-es Mercury Music Prize-on is. 2001-ben az együttes elnyerte a Legjobb Alternatív Zeni Albumért járó Grammy-díjat és a Legjobb Brit Album díját a BRIT Awards-on.

### Kritikák
A Parachutes-ról elismerően szóltak az európai kritikusok. Michael Hubbard, a MusicOMH kritikusa szerint az albumnak "figyelemre méltó mélysége van, különösen, ha belegondolunk, hogy az együttes tagjai milyen fiatalok". A The Guardian szerint a Parachutes az "év egyik legfelemelőbb albuma", hozzátéve, hogy "elegáns dalok, klasszikus gitárok és gyönyörű ének" hallható rajta.
Az album általánosságban pozitív kritikát kapott más országok kritikusaitól is. A Billboard magazinban található kritika szerint viszont a Parachutes "semmi újat nem tartalmaz", valamint "hamar fel lehet ismerni a zenei utalásokat és nehéz nem figyelembe venni azokat". Ennek ellenére a kritikus azt írja, hogy a "Coldplay elég tehetségesnek tűnik ahhoz, hogy átlépjen ezen a személyiségkeresésen", és úgy utal rájuk, mint az Egyesült Államokban újonnan bemutatott együttesre. Matt Diehl, a Rolling Stone magazin kritikusa szerint az album "teljesen felülkerekedik a zenei hatásokon, és egy igazi transzcendencia műve". MacKenzie Wilson, az AllMusic kritikusa azt mondta, hogy az együttes tagjai "fiatal zenészek, akik még mindig az édes harmóniáikat csiszolgatják", hozzátéve, hogy a "Parachutes megérdemli az elismeréseket, mert követi a rendes popdalok írásának általános szabályát: az érzelmeknek valósaknak és hiteleseknek kell maradniuk."

### Kereskedelmi teljesítmény
A Parachutes jól teljesített az Egyesült Királyságban. A brit klubokban, pubokban és sporteseményeken szerzett népszerűsége révén elérte az első helyezést a UK Albums Chart listáján. It has been certified seven-time Platinum by the Brit Hanglemezgyártók Szövetsége, with sales of around 2,400,000 units, to date.
A Parachutes 51. helyezést ért el az amerikai Billboard 200-on, és első lett a "Billboard Heatseekers" listáján. Az album első kislemeze, a "Yellow" segítségével az egyesült államokban 1,2 millió példány kelt el az albumból az Amerikai Egyesült Államokban. Több, mint kétmillió példányt szállítottak belőle az Egyesült Államokba: ezzel kétszeres platinalemezzé nyilvánította a Amerikai Hanglemezgyártók Szövetsége. Háromszoros platinalemezzé nyilvánította Ausztráliában az Australian Recording Industry Association, és kétszeres platinalemezzé a Canadian Recording Industry Association.

## Hatása
A brit Music Week újság szerint a Parachutes a valaha elkészített egyik legnagyszerűbb album, olyan slágerekkel, mint a "Shiver", a "Yellow", és a "Trouble". Több, mint 2,4 millió példány kelt el belőle csak az Egyesült Királyságban, ezzel kiérdemelve a 12. helyezést az ország 20 legjobban eladott XXI. századi albumnak listáján.
A Parachutes 25. helyezést ért el a Channel 4 által a 100 valaha kiadott legjobb albumnak ítélt lemezek listáján, és 2006-ban 33. helyet ért el az NME szerint 100 legjobbnak ítélt brit album listáján. Az album pozitív kritikai fogadtatása és kereskedelmi sikere ellenére Chris Martin azt mondta, hogy a Coldplay szerint van élet a Parachutes után: "Tudjuk, hogy ez borzalmas zene és folyton azon gondolkodunk, hogy mit csinálhatnánk legközelebb."

## Az album dalai
|     | Cím                                                                              | Hossz |
| --- | -------------------------------------------------------------------------------- | ----- |
| 1.  | Don't Panic                                                                      | 2:17  |
| 2.  | Shiver                                                                           | 4:59  |
| 3.  | Spies                                                                            | 5:18  |
| 4.  | Sparks                                                                           | 3:47  |
| 5.  | Yellow                                                                           | 4:29  |
| 6.  | Trouble                                                                          | 4:30  |
| 7.  | Parachutes                                                                       | 0:46  |
| 8.  | High Speed                                                                       | 4:14  |
| 9.  | We Never Change                                                                  | 4:09  |
| 10. | Everything's Not Lost (5:39-nél egy rejtett szám kezdődik, a Life Is for Living) | 7:15  |

| 11. | Careful Where You Stand | 4:45 |
| 12. | For You                 | 5:42 |

## Külső hivatkozások
- Lyrics

## Fordítás
- Ez a szócikk részben vagy egészben  a   Parachutes című angol Wikipédia-szócikk fordításán alapul.  Az eredeti cikk szerkesztőit annak laptörténete sorolja fel. Ez a jelzés csupán a megfogalmazás eredetét és a szerzői jogokat jelzi, nem szolgál a cikkben szereplő információk forrásmegjelöléseként.